# هيرمان ليمان
هيرمان ليمان (بالإنجليزية: Herman Lehmann)‏ هو فنان قصص مصورة أمريكي، ولد في 5 يونيو 1859 في فريدريكسبورغ في الولايات المتحدة، وتوفي في 2 فبراير 1932 في مقاطعة ماسون في الولايات المتحدة.